# Chrysina xalixteca
Chrysina xalixteca är en skalbaggsart som beskrevs av Moron 1992. Chrysina xalixteca ingår i släktet Chrysina och familjen Rutelidae. Inga underarter finns listade i Catalogue of Life.